# 利嘉部落起源神話
利嘉部落起源神話，是台灣卑南族利嘉部落（位於今台東縣卑南鄉）的部落起源神話，廣義上算是石生神話的分支之一。

## 神話
關於利嘉部落起源的說法有很多種，其中最主要的幾種說法有：

### 說法一
上古時期卡砦卡蘭部落（Kazekalan，位於現在知本部落後方山上）建立後，部落頭目西哈西浩的次子邦奧利安（Pangorian）經常帶著女兒西奈漢（Sinaihan）與摩阿蓋（Muakai）去北方收取貢品，後來他們將途中休息的小屋修建為永久居所住了下來，建立了利嘉部落。

### 說法二
利嘉部落的始祖是三位女性：西奈漢、摩阿蓋、薩努烏（Sanguv），她們跟知本部落、射馬干部落的祖先一樣同為石生始祖的後代，並且在阿達哇彥（Adawayan，位於今臺東縣太麻里鄉三和村的位置，起源地附近）跟其他二者分家後遷到今天利嘉部落的位置建立部落，其中摩阿蓋建立Karangilan家、西奈漢先是建立Paranguran家，後來又因為跟多納部落（Kungadavan，位於今高雄縣茂林區，魯凱族下三社）的男性結婚而成為Sangiradan家的祖先，後來Paranguran家的一名男子伊魯特（Irot）入贅到知本部落，而他的兒子巴拉罕拉罕（Parahrah）在和魯凱族達魯瑪克部落Dumaralas家的女性魯烏烏黛（Luv-utai）結婚後移居利嘉部落，建立了Ringaringai家。另外，由於部落建立初期，族人普遍種植芋頭，而芋頭的葉子就像帽子，因此被稱作Rikavon，原意為「成為帽子之形狀」（K-um-avokavon）。

### 說法三
達魯瑪克部落的青年法沙加瀾（Vasakaran）和石生女拉麗幸（Rarihin）結婚，生下名叫拉若（Ranao）的女兒，而拉若的其中一個孫子馬雷哇爾分離到利嘉部落；也有版本認為是達魯瑪克部落的頭目馬希希（Mashishi）入贅多納部落後，他的兒子哈希魯夫魯夫（Hasiruvruv）和多納部落頭目的女兒達娜娃絲（Tanawas）結婚，移居達魯瑪克部落，而他們的兒子瑪來瓦爾和薩努烏結婚，建立Sangiradan家。

### 說法四
知本部落的始祖楞楞岸（Remreman，男）和登各蘭（Dengeran）的孫子巴姑利樣（Paguliyan，女）和丁布幹（Tinbungan，男）結婚並生下希奈幹（Sinaygan，女）、姆娃蓋（Muwakay，女）、姆達勒盎（Mudaleang，男）、辜利巫（Guliw，男），他們先後移居到利嘉部落地址建立部落，其中希奈幹和姆娃蓋分別招贅達魯瑪克部落的布魯幹（Burungan）和拉布爾（Rabur），他們還曾經前往麥達帶（maydatar，南王部落舊社）求取稻米和小米。

## 現代研究
學者認為利嘉部落起源神話的多源性，來自於部落本身地緣位置的複雜性、位處多方勢力交界（位於知本部落通往花東縱谷平原北部的途中、也最接近魯凱族的達魯瑪克部落和多納部落）的緣故。